# Bâgé-le-Châtel

Bâgé-le-Châtel este o comună în departamentul Ain din estul Franței.